# 格雷姆·菲什
格雷姆·菲什（英語：Graeme Fish，1997年8月23日—），加拿大男子速度滑冰运动员，2020年世界单程距离速度滑冰锦标赛男子10000米金牌得主和男子5000米铜牌得主、2024年世界单程距离速度滑冰锦标赛男子10000米铜牌得主。